# Tedhadleyite
La tedhadleyite è un minerale.